# Escudo de la región del Biobío
El escudo de la Región del Biobío es el emblema oficial de la región y de su Gobierno Regional, junto con la bandera regional y el logotipo oficial. Fue diseñado por el heraldista chileno Isidoro Vázquez de Acuña, por encargo de la intendencia regional en la década de 1980.

## Emblema actual
El emblema regional consta de un escudo español partido en diagonal en cuatro cuarteles más un escusón.
- cuartel superior: de gules con una fortaleza de oro.
- cuartel inferior: de oro con tres hojas de azur.
- cuarteles laterales: franjas horizontales alternadas de plata y azur.
- escusón: de oro con un águila de sable.

El timbre es una corona de Castilla. Al pie su divisa dice Región de Biobío.
En cuanto a su simbología, cada cuartel representa lo siguiente:
- La fortaleza de oro representa a la Provincia de Arauco, en la que se construyeron numerosos fuertes durante la Guerra de Arauco y la Pacificación de la Araucanía.
- Las tres hojas de azur representan a Martín Ruiz de Gamboa, fundador de Chillán, y por tanto representan a la extinta Provincia de Ñuble.
- Las franjas de azur y plata representan a la Provincia de Biobío y al río del mismo nombre.
- El escusón forma parte del escudo de la ciudad de Concepción,[1] y por extensión representan a la Provincia de Concepción.

## Escudos provinciales

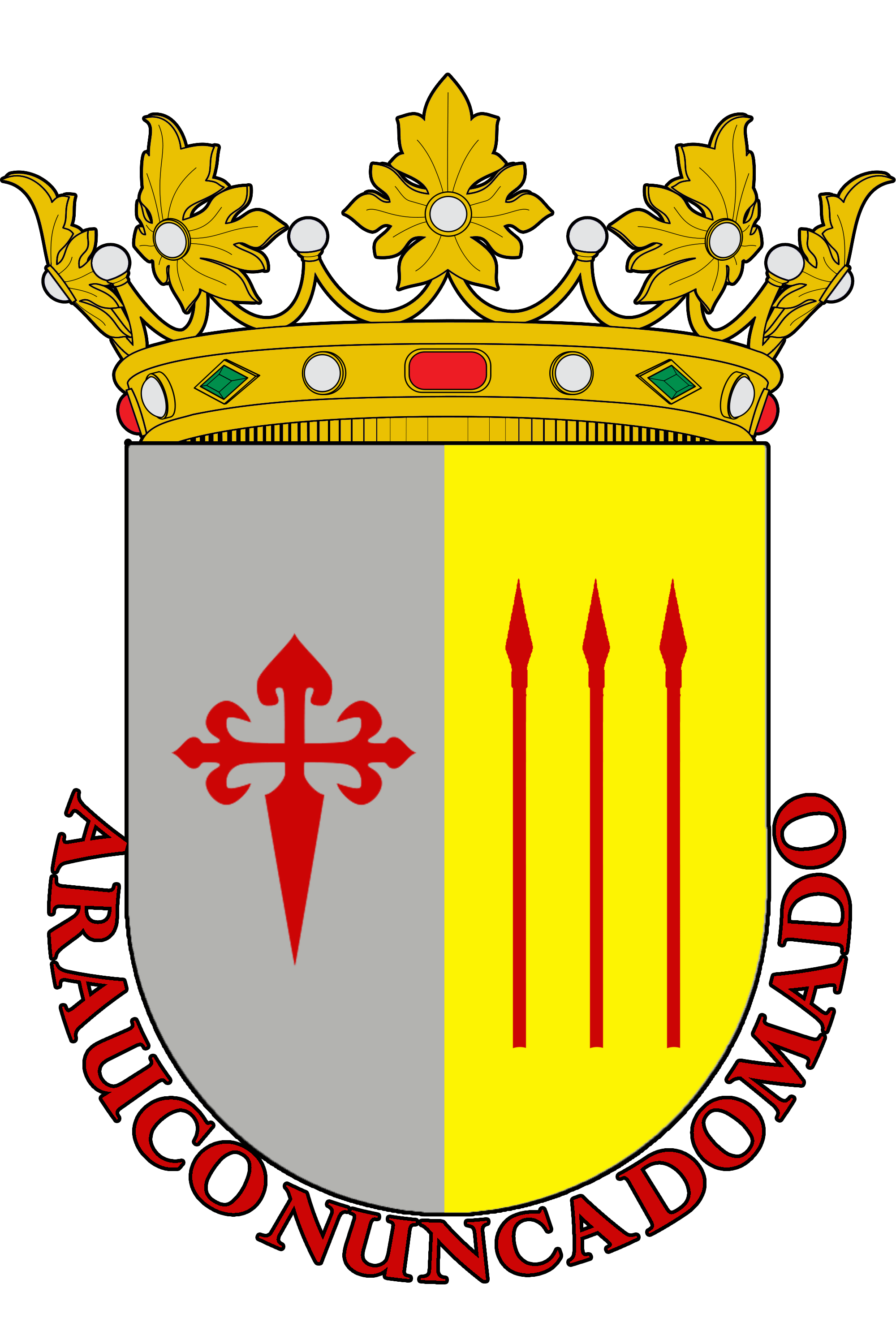
Provincia de Arauco
Provincia del Biobío
Provincia de Concepción

## Escudos comunales

Concepción
Antuco
Arauco
Cabrero
Cañete
Chiguayante
Contulmo
Coronel
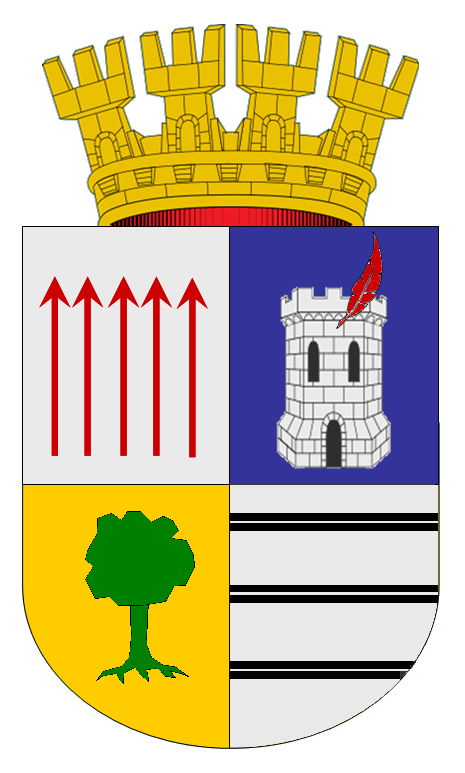
Curanilahue
Florida
Hualpén
Hualqui
Laja
Lebu
Los Álamos
Los Ángeles
Lota
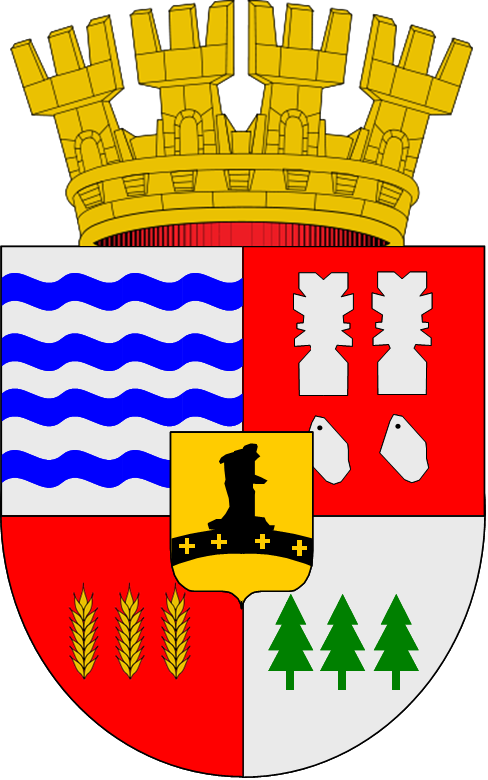
Mulchén
Nacimiento
Negrete
Penco
Quilaco
Quilleco
San Pedro de la Paz
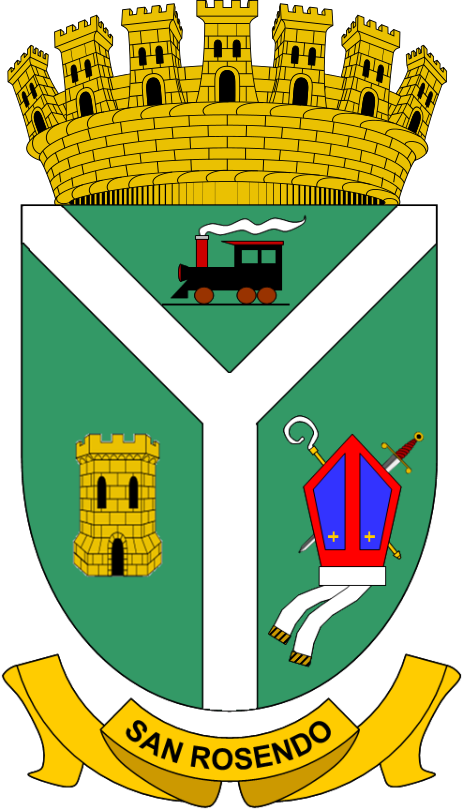
San Rosendo
Santa Bárbara
Santa Juana
Talcahuano
Tirúa
Tomé
Tucapel
Yumbel